# Groupe d'UGC 4593
Le groupe d'UGC 4593 comprend au moins quatre galaxies situées dans la constellation de la Grande Ourse. La distance moyenne entre ce groupe et la Voie lactée est d'environ 55,6 Mpc (∼181 millions d'al). 

## Membres
Le tableau ci-dessous liste les quatre galaxies du groupe indiquées dans l'article de A.M. Garcia paru en 1993.   
| Nom      | Class.  | Type           | α (J2000.0)   | δ (J2000.0) | Vitesse radiale (km/s) | m          | Distance (Mpc) | Diamètre (kal) |
| -------- | ------- | -------------- | ------------- | ----------- | ---------------------- | ---------- | -------------- | -------------- |
| UGC 4593 | S?      | Spirale        | 08h 48m 59.8s | 70° 06′ 35″ | 3626 ± 9               | 13,4 ± 0,4 | 54,4 ± 3,8     | 38             |
| NGC 2650 | SB(rs)b | Spirale barrée | 08h 49m 58.3s | 70° 17′ 58″ | 3826 ± 6               | 13,3       | 57,3 ± 4,0     | 98             |
| UGC 4697 | SBcd?   | Spirale barrée | 09h 00m 12.3s | 70° 01′ 11″ | 3733 ± 4               | 14,07      | 56,0 ± 3,9     | 86             |
| MK 95    | Sb?     | Spirale        | 08h 49m 25.4s | 70° 09′ 48″ | 3649 ± 7               | 14,85      | 54,7 ± 3,8     | 23             |

Le site DeepskyLog permet de trouver aisément les constellations des galaxies mentionnées dans ce tableau ou si elles ne s'y trouvent pas, l'outil du site constellation permet de le faire à l'aide des coordonnées de la galaxie. Sauf indication contraire, les données proviennent du site NASA/IPAC.